# Eremobia obscura
Eremobia obscura là một loài bướm đêm trong họ Noctuidae.